# 비드 벨레츠
비드 벨레츠(슬로베니아어: Vid Belec, 1990년 6월 6일 ~ )는 슬로베니아의 프로 축구 선수로, 키프로스 퍼스트 디비전 클럽 APOEL에서 골키퍼로 활약하고 있다.

## 구단 경력

### 카르피
2015년 여름, 벨레츠는 인테르나치오날레 밀라노와의 계약을 해지하였다. 같은 해 8월 31일, 그는 카르피와 1년 계약을 체결하였다. 2015년 10월 10일, 토리노와의 경기에서 세리에 A 데뷔 전을 치렀으며, 팀의 승리에 기여하였다. 데뷔 이후 그는 카르피의 주전 골키퍼로 자리 잡았다. 2016년 5월 30일, 그는 카르피와 2년 재계약을 맺었다.

### 베네벤토
2017년 7월, 벨레츠는 세리에 A 소속 베네벤토와 3년 계약을 체결하였다.

### APOEL
2019년 6월 23일, 벨레츠는 2시즌 후 완전 이적 의무가 포함된 조건으로 APOEL에 임대 이적하였다.

### 살레르니타나
2020년 9월 25일, 그는 세리에 B 클럽 살레르니타나로 이적하였다.

### APOEL로의 복귀
2022년 6월 27일, 벨레츠는 APOEL과 3년 계약을 맺으며 복귀하였다.

## 국가대표팀 경력
벨레츠는 2008년과 2009년 UEFA U-19 유럽 선수권 대회 예선에서 슬로베니아 U-19 국가대표팀의 주전 골키퍼로 활약하였다. 2010년 8월에는 얀 코프리베츠의 백업 골키퍼로 슬로베니아 U-21 국가대표팀에 처음으로 발탁되었다.
2011년 2월, 사미르 한다노비치의 부상으로 인해 알바니아와의 친선 경기를 앞두고 슬로베니아 국가대표팀에 처음 소집되었으나, 데뷔는 2014년 6월이 되어서야 이루어졌다. 그는 한다노비치와 얀 오블라크가 식중독으로 결장한 아르헨티나와의 친선 경기에 선발 출전해 풀타임을 소화하며 A매치 데뷔 전을 치렀다. 벨레츠는 2024년 8월, 국가대표팀에서 은퇴하기 전까지 총 21경기에 출전하였다.